# Richardshohn

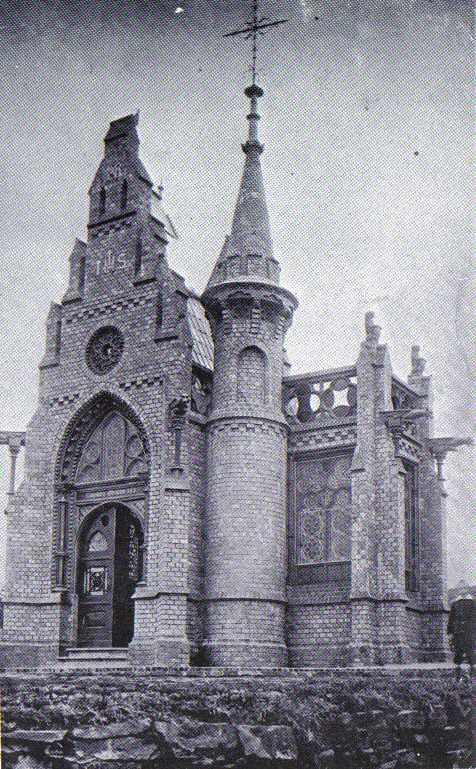
Dieser Kapellenbau der Gewerbe- und Kunstausstellung Düsseldorf 1880 war seit 1882 am Richardshohn aufgebaut und wurde schon 1902 wegen Baufälligkeit abgerissen.

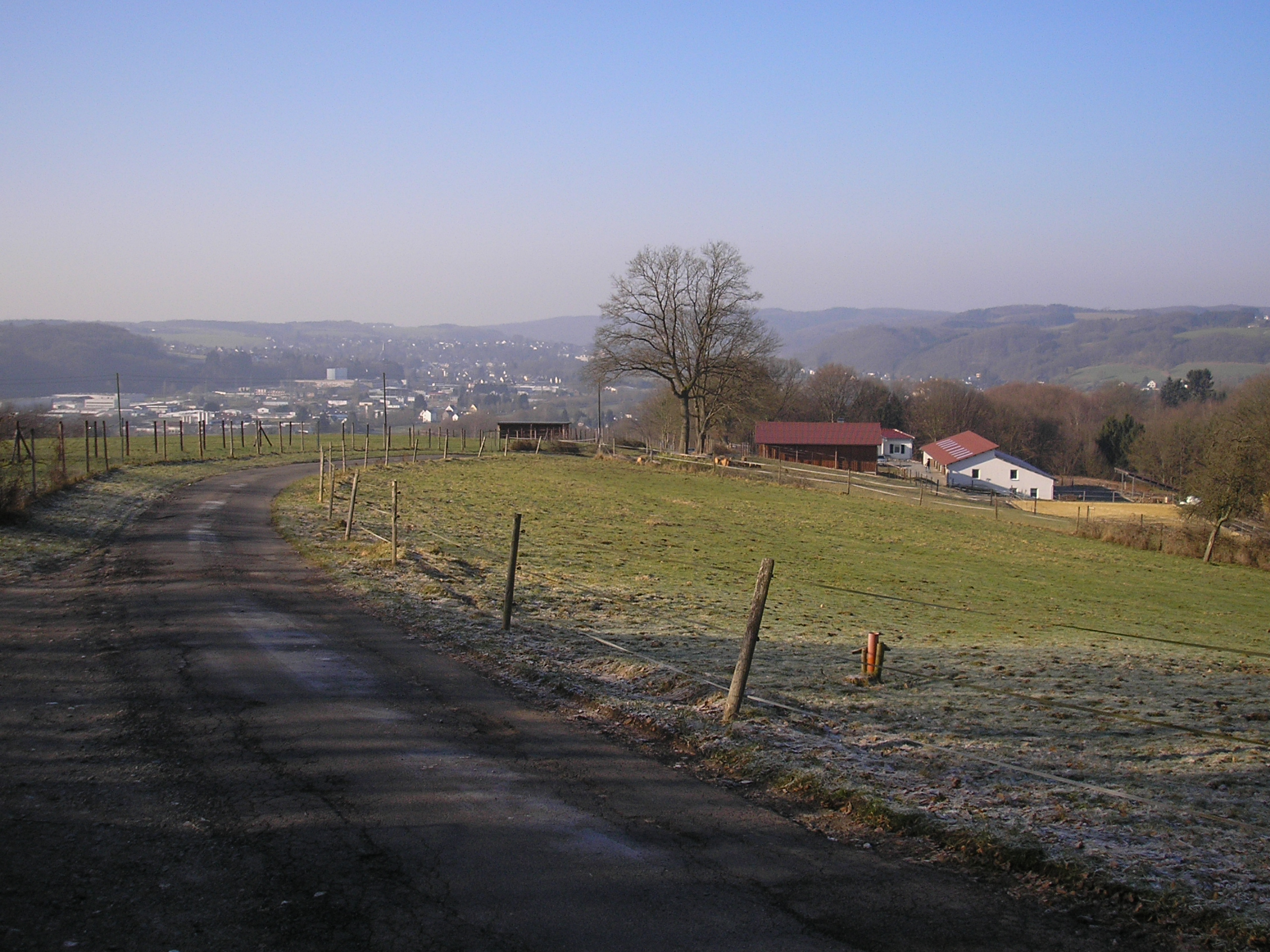
Blick von Richardshohn über den Paulinenhof auf Eitorf

Richardshohn ist ein Gehöft in der Gemeinde Eitorf. Bis zur Gemeindereform 1969 gehörte es zur Bürgermeisterei Herchen bzw. Gemeinde Herchen, heute Windeck. Unterhalb des Hofes liegt der etwa 1930 erstmals erbaute Paulinenhof.

## Erste Erwähnungen
Der Hof ist urkundlich erstmals erwähnt 1361. Paza von Halle überschreibt den Hof zu Ryghartzhane an das Konvent von Herchen. 1373 erhält das Kloster von Gertrud von Eitorf einen Busch auf dem Richradshayn.
An den 1353 und 1363 erwähnten Ritter Wilhelm von Hayne muss das Gut Abgaben leisten.
Auch das freiadelige Gut Probach kann den Zehnten von Ländereien oberhalb des Halfter Baches beanspruchen.

## Pächter
- 1722: Johann Hillen und Elisabeth
- 1734: Elisabeth, Witwe des Johann Hillen
- 1751: Peter Hillen und Helena
- 1761: Peter Hillen und Helena
- 1798: Matthias Bohlscheid und Maria Eva Hillen
- 1828: Peter Güldenring
- 1829: Josef Strunk

Die Pachtzeit betrug in der Regel zwölf Jahre.

## Säkularisation
1803 wurden den kirchlichen Herren alle weltlichen Güter aberkannt.
Der Hofswald von Richardshohn wurde 1822 in Siegburg zum Verkauf gestellt. Die Größe betrug über 37 Morgen, er bestand aus altem Eichen-, Buchen- und gemischten Wurzelholzbestand.
Domänenrat Schäfer bot den Hof selber 1828 im Gasthaus zum Drachenfels zu Königswinter an, zum Kauf oder zur Pacht.
Die angegebenen Flächen waren:
- Hofanlage ohne Gebäude 1 Morgen und anderthalb Ruten
- Garten 144 Ruten
- Ackerfläche 51 Morgen und 134 Ruten
- Wiesen 5 Morgen und 61 Ruten

Zusammen 59 Morgen und 42 Ruten kölnisch Maß, 73 Morgen und 116 Ruten preußisch Maß.
Damals ist der Hof für 30 Reichstaler, davon ein Drittel in Gold, verpachtet gewesen.
Im gleichen Jahr wurde der Hof nochmals bei Herrn Veit in Königswinter angeboten, da es verschiedene Gebote gab.

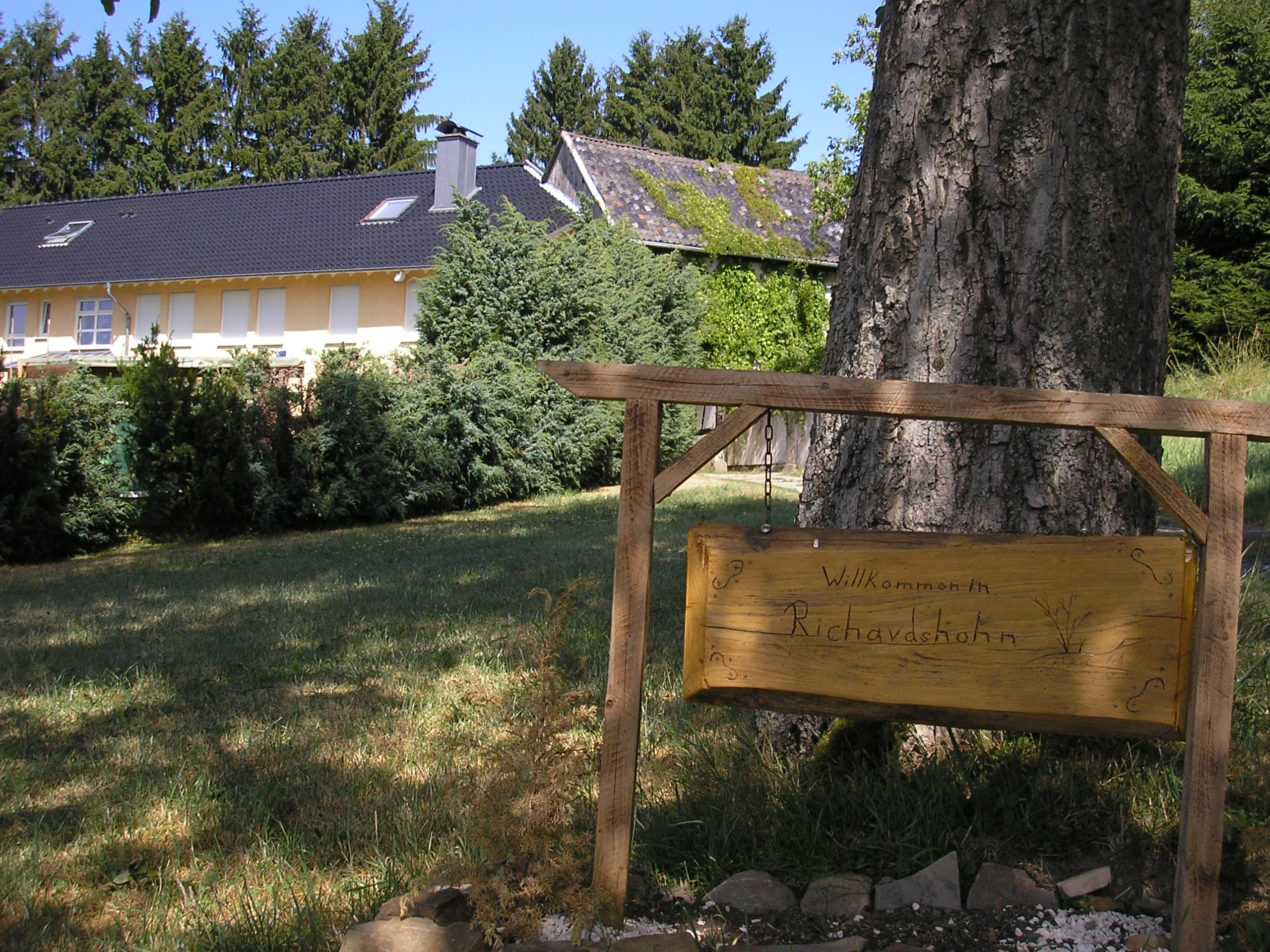
Begrüßung auf Richardshohn im Jahr 2010

## Weitere Besitzer
- 1839: Geschwister Schumacher
- 1846: Geschwister Schumacher
- 1849: Aloys Wladimir Leonhard
- 1859: Gottfried Weyrauch
- 1863: Albert Plönsgen in Düsseldorf
- 1864: Peter Kratz
- 1864: Peter Wilhelm Kohlen in Köln-Kalk
- 1869: Johann Schemmer, Rentner in Köln
- 1874: Eheleute Kunsthändler Paul Rudolf Meller in Köln
- 1911: Philipp Sommer
- 1922: Herrmann Josef Hirtsiefer

## Teilung
1922 wurden die Ländereien geteilt. Der Hof ging mit 50 Morgen an einen neuen Besitzer über.

## Paulinenhof
Unterhalb von Richardhohn wurde der Paulininhof erbaut. 1932 war hier ein Philipp Sommer Gutsbesitzer oder Pächter. Ende des 20. Jahrhunderts war das Gut verlassen und verfallen, wurde dann aber teilweise wieder aufgebaut.